# Google Search Console
Google Search Console (bis zum 20. Mai 2015 Google Webmaster Tools) ist ein kostenloses Analysetool von Google, das Website-Betreiber bei der Suchmaschinenoptimierung (SEO) unterstützt.

## Funktionen
Die in der Search Console verfügbaren Daten und Berichte stehen einem Webmaster nach erfolgreicher Bestätigung als Website-Inhaber zur Verfügung. Dazu ist ein Google-Konto sowie die Integration eines Bestätigungsschlüssel auf der Website notwendig. Abhängig davon, wie die Domain bestätigt wird (als Domain oder als sogenanntes URL-Präfix) stehen unterschiedliche Funktionalitäten zur Verfügung, z.B die Möglichkeit eine Domain international auszurichten.
In der Google Search Console können neben Websites oder Verzeichnissen einer Website (z. B. Sprachpfade wie /en/) auch Android-Apps bestätigt werden.
In der Search Console können verschiedene Berichte eingesehen und Konfigurationen einer Website vorgenommen werden. So informiert Google im Tool unter anderem über Aspekte der Geschwindigkeit, Nutzerfreundlichkeit sowie Sicherheit und sogenannte manuelle Maßnahmen (Abstrafungen).
Zudem kann die interne und externe Verlinkung einer Website analysiert sowie Probleme beim sogenannten Crawling durch den Googlebot festgestellt werden (z. B. sogenannte Tote Links). Weitere Berichte helfen dabei, eine problemlose Darstellung von Webseiten auf Mobilgeräten sicherzustellen, Sitemap oder die robots.txt zu überprüfen und gefundene strukturierte Daten (beispielsweise mittels schema.org) auszuwerten.
Zu den wichtigsten Funktionen der Google Search Console zählt die Suchanalyse. In diesem Bericht sieht der Webmaster, für welche Begriffe die eigene Website (oder App) in den unbezahlten Suchergebnissen erscheint. Diese Information wird von der Google-Suche seit 2011 immer seltener an Webanalyse-Programme übertragen („Not provided“) und kann in Webanalyse-Tools nur noch unvollständig ausgewertet werden. Daher stellt der Leistungsreport für Webmaster wertvolle Informationen im Bereich der Suchmaschinenoptimierung wie z. B. Suchanfragen nach Impressionen und Klicks dar und als Besonderheit können auch PDF-Dateien bezüglich ihrer Performanz ausgewertet werden. Der Bericht Suchanalyse wurde im Mai 2015 grundlegend überarbeitet.
Die Daten der Google Search Console können mit anderen Google-Angeboten, beispielsweise Google Analytics und Google Ads, verknüpft werden. Über die Google Search Console informiert Google Webmaster bei Problemen mit dem Webauftritt. Benachrichtigungen werden beispielsweise beim Fund von Schadsoftware auf der Website, nicht mehr aktuellen Content-Management-Systemen oder einer Zunahme von Crawling-Fehlern versendet.
Mit 8. Januar 2018 hat Google eine überarbeitete Version der Search-Console namens Google-Search-Console beta ausgerollt. Neben einem grafischen Facelift ist insbesondere die Tatsache zu erwähnen, dass nun Suchdaten über einen Zeitraum von bis zu 16 Monaten angeboten werden. Zuvor umfasste der frei abrufbare Datenbestand lediglich einen Zeitraum von 3 Monaten und konnte nur durch externe Dienste durch Exports „umgangen“ werden. Seit April 2021 werden auch reguläre Ausdrücke („Regex“) als Filtermöglichkeit unterstützt.

## Datenschutz
Anders als in anderen Webanalyse-Werkzeugen, die auf den zu analysierenden Websites direkt eingebunden werden, werden in der Search Console ausschließlich Daten aufbereitet, die Google selbst erhebt. Die Search Console kann keine Daten außerhalb der Google-Suche erfassen. Sobald ein Nutzer durch den Klick auf ein Suchergebnis die Google-Website verlässt, kann sein nachfolgendes Verhalten in der Search Console nicht weiter verfolgt werden.
Die Nutzung der Google-Suche beinhaltet die Zustimmung der Nutzer zur Erfassung ihrer Daten durch Google. Es findet aber keine Weitergabe personenbezogener Daten an Website-Betreiber statt. Alle präsentierten Daten sind nicht individualisierbar und lassen keine Rückschlüsse auf einzelne Besucher oder Google-Nutzer zu. Es werden auch keine Aktionen erfasst, die Besucher auf der Website durchführen (beispielsweise Absprünge, Einkäufe, Kommentierungen).
Aus datenschutzrechtlicher Sicht macht dies den Einsatz für Website-Betreiber unbedenklich. Website-Besucher müssen daher auch nicht über die Nutzung der Google Search Console informiert werden oder der Verwendung der Search Console zustimmen (beispielsweise durch DSGVO-konforme Cookie-Einwilligungs-Banner o. Ä.).